# Stichting Pandora
Stichting Pandora was een Nederlandse voorlichtingsorganisatie, opgericht in 1964 en opgeheven in 2009, om vooroordelen over psychiatrische patiënten tegen te gaan. Ze betrok ex-patiënten bij voorlichting, verspreidde kennis over psychiatrie en speelde een belangrijke rol in de cliëntenbeweging.

## Geschiedenis

### Oprichting
De Nederlands-Amerikaanse Arnold Louis van Ameringen (1891-1966) richtte in 1964 Stichting Pandora op naar aanleiding van zijn persoonlijke ervaringen met de psychiatrie. Tijdens hun huwelijksreis werd zijn vrouw kort opgenomen op een psychiatrische afdeling. Eerder was Van Ameringen penningmeester van het Amerikaanse National Committee for Mental Hygiene (tegenwoordig Mental Health America).
Stichting Pandora werd opgericht met als doel de heersende vooroordelen over psychiatrische cliënten tegen te gaan, aangezien er vóór de oprichting nauwelijks voorlichting over de psychiatrie in Nederland bestond. Van Ameringen wilde de volgende drie misconcepties wegnemen:
- Geestelijke ziekte is ongeneeslijk

- Geestelijke ziekte is een schande

- Een geestelijke zieke is gevaarlijk[3]

Stichting Pandora begon met beginkapitaal van Van Ameringen en een bestuur van bankiers, jonkheren en industriëlen. Het werd geleid door secretaresse Treeske Blase, die geen ervaring in de psychiatrie had. Zij nam het medische ziektemodel over en daardoor hanteerde de organisatie in de beginjaren een bevoogdende houding ten opzichte van (ex-)patiënten. Maar Blase wist ex-patiënten ook te betrekken bij voorlichtingsactiviteiten, wat destijds als revolutionair werd beschouwd.

### De jaren 70 en daarna
In de jaren 1970 kwam de antipsychiatrie op en verschillende kritische tegenbewegingen. Daardoor kwam er kritiek op de "braafheid" van Stichting Pandora. In 1976 werd Hans van der Wilk de eerste ervaringsdeskundige directeur. Vanaf die tijd speelde de Stichting Pandora een belangrijke rol in de cliëntenbeweging: als bondgenoot, als bemiddelaar tussen cliënten/patiëntenorganisaties en de overheid en als ondersteunende organisatie, een soort serviceorgaan.
Een van de bekendste campagnes van Pandora was de poster met de tekst: "Ooit een normaal mens ontmoet... en beviel het?", geïnspireerd door een citaat van de schrijver Simon Carmiggelt. Pandora speelde een belangrijke rol in het veranderende discours over psychiatrie.
In latere jaren breidde Pandora haar activiteiten uit met de productie van voorlichtingsfilms, zoals Kind van de zon, en het bieden van lotgenotencontact via initiatieven zoals de Depressielijn. Stichting Pandora werd in 2009 opgeheven.